# Marquesado de Retés
El marquesado de Retés es un título nobiliario español concedido por el rey Alfonso XIII en favor de Isabel de Urruela y Morales, para hacer memoria de un antiguo señorío de su casa, mediante real decreto del 10 de julio de 1919 y despacho expedido el 25 de agosto del mismo año. El título fue rehabilitado a finales de 1990 por el rey Juan Carlos I y concedido a José Luis de Urruela y Sanllehy, sobrino del primer titular.
Su denominación hace referencia a la localidad de Retes de Tudela, provincia de Álava.

## Marqueses de Retés
|                                  | Titular                           | Periodo                   |
| Creación por Alfonso XIII        | Creación por Alfonso XIII         | Creación por Alfonso XIII |
| -------------------------------- | --------------------------------- | ------------------------- |
| I                                | Isabel de Urruela y Morales       | 1919-1950                 |
| Rehabilitación por Juan Carlos I |                                   |                           |
| II                               | José Luis de Urruela y Sanllehy   | 1991-2006                 |
| III                              | Maximiliano de Urruela y Recolons | 2007-hoy                  |

## Historia de los marqueses de Retés
- Isabel de Urruela y Morales (1878-Valencia, 8 de octubre de 1960), I marquesa de Retés.[4]

Casó con Luis López y Díaz de Quijano, sin descendencia. El 15 de marzo de 1991, previo decreto de rehabilitación del 3 de diciembre de 1990 (BOE del día 13 del mes), le sucedió su sobrino:
- José Luis de Urruela y Sanllehy (1930-2007), II marqués de Retés, VI marqués de San Román de Ayala.[4]

Casó el 22 de agosto de 1930, en Barcelona, con Rosa Recolóns y Oller. El 25 de marzo de 2007, previa orden del 26 de junio de 2006 para que se expida la correspondiente carta de sucesión (BOE del 7 de julio), le sucedió, su cesión, su hijo:
- Maximiliano de Urruela y Recolons (n. Barcelona, 30 de julio de 1971), III marqués de Retés.[4]